# Gonja centre
Le district de Gonja centre est l’un des 20 districts de la Région du Nord du Ghana.